# I, I
I, I (estilizado como i, i) é o quarto álbum de estúdio da banda norte-americana de indie folk Bon Iver. Seu lançamento faixa a faixa ocorreu em 8 de agosto de 2019 e o lançamento físico e nos demais serviços ocorreram em 30 de agosto de 2019.
Precedido pelos singles "Hey Ma" e "U (Man Like)", também foi promovido através do lançamento de "Faith" e "Jelmore" com a pré-venda do álbum. I, I contém participações de James Blake, Aaron Dessner, Bruce Hornsby, Moses Sumney, Channy Eaneagh, entre outros. Como reconhecimento, foi indicado ao Grammy Awards de 2020 nas cateogrias de Melhor Pacote de Gravação, Álbum do Ano, Melhor Álbum de Música Alternatva e Gravação do Ano, por "Hey Ma".

## Recepção crítica
Após o lançamento, I, I recebeu aclamação da crítica musical especializada. No Metacritic, o qual assinala uma nota de até cem pontos, conta com uma pontuação de 80 pontos com base em 33 avaliações. Numa avaliação de nota máxima, Hannah Mylrea, da NME, ressaltou: "Ao longo dos 12 anos de música, Justin Vernon tem desenvolvido sua criatividade oa passo que Bon Iver tem mudado constantemente, mas isso não significa que os sons antigos são incompletos; eles foram remodelados e reutilizados, evoluindo para algo diferente." Atribuindo nota máxima e escrevendo para o Consequence of Sound, Wren Graves afirmou: "Os singles têm vitalidade e ritmo excelentes. Com i, i,, você relembra toda a última década: a exploração, as lições aprendidas. O álbum é uma obra-prima madura e um matrimônio impressionante entre ambição e técnica." Damien Morris, do The Observer, escreveu: "Bon Iver mudou imperceptivelmente de solicitar uma reprodução atenta ao álbum para exigi-la, e i, i gira em torno de uma teia hipnotizante de uma música superficialmente insubstancial, mas intensamente majestosa. Ouça com atenção e você poderá captar a linguagem pop sendo reformulada em tempo real."
Matthew Strauss, editor da Pitchfork, considerou o álbum um dos melhores lançamentos da semana, afirmando que o trabalho era o "mais honesto e franco" da banda; notou, ainda, o desempenho vocal de Vernon, considerando que ele "canta com mais textura e convicção do que antes". Em contrapartida, Ben Beaumont-Thomas, do The Guardian, deu uma nota média para o álbum, dizendo: "Há muita beleza e alguma produção inovadora, como as batidas sem vocais de "iMi". Frequentemente, incluindo "iMi", suas melodias não são tão inspiradas." Tim Sendra, do AllMusic, escreveu: "Depois de quatro álbuns, fica claro que o melhor Bon Iver é aquele que consgeue manter os arranjos sob controle e não oscila." Jazz Monroe, do The Independent, notou: "Você pode deixar que i, i o afunde em suas correntes de deriva e desânimo — de qualquer forma, o álbum é imersivos e rico em detalhes. No entanto, é difícil não prever certos picos como se estivesse esperando o toque do sinal da escola."

## Alinhamento de faixas
| N.º            | Título         | Compositor(es) | Duração |  |
| 1.             | "Yi"           | Justin Vernon, Trever Hagen, BJ Burton                                                                                           | 0:31    |  |
| 2.             | "iMi"          | Vernon, James Blake, Rob Moose, Brad Cook, Michael Lewis, Mike Noyce, Burton, Jeremy Nutzman, Channy Leaneagh, Wheezy, Josh Berg | 3:16    |  |
| 3.             | "We"           | Vernon, Wheezy, B. Cook, Phil Cook, Andrew Sarlo                                                                                 | 2:22    |  |
| 4.             | "Holyfields,"  | Vernon, B. Cook, Chris Messina, Moose                                                                                            | 3:07    |  |
| 5.             | "Hey, Ma"      | Vernon, B. Cook, Burton | 3:36    |  |
| 6.             | "U (Man Like)" | Vernon, Bruce Hornsby, Naeem Hanks, Messina                                                                                      | 2:25    |  |
| 7.             | "Naeem"        | Vernon, Burton, Hagen, JT Bates, Noah Goldstein, B. Cook                                                                         | 4:22    |  |
| 8.             | "Jelmore"      | Vernon, Buddy Ross | 2:30    |  |
| 9.             | "Faith"        | Vernon, Camilla Staveley-Taylor, Burton, Francis Farewell Starlite                                                               | 3:37    |  |
| 10.            | "Marion"       | Vernon, Moose | 2:21    |  |
| 11.            | "Salem"        | Vernon, Sean Carey, Leaneagh, Andrew Broder                                                                                      | 3:44    |  |
| 12.            | "Sh'Diah"      | Vernon, Ryan Olson | 4:11    |  |
| 13.            | "RABi"         | Vernon, B. Cook, Lewis | 3:32    |  |
| Duração total: | Duração total: | Duração total: | 39:34   |  |

Créditos de demonstração
- "Naeem" contém elementos de "That Storm", interpretada por Naeem, e "More Love", escrita por Gary Nicholson e Tim O'Brien e interpretada por Tom O'Brien.
- "Sh'Diah" contém elementos de "Waves", interpretada por Velvet Negroni.